# Esterhuysenia
Esterhuysenia é um género botânico pertencente à família Aizoaceae.